# Gölyaka

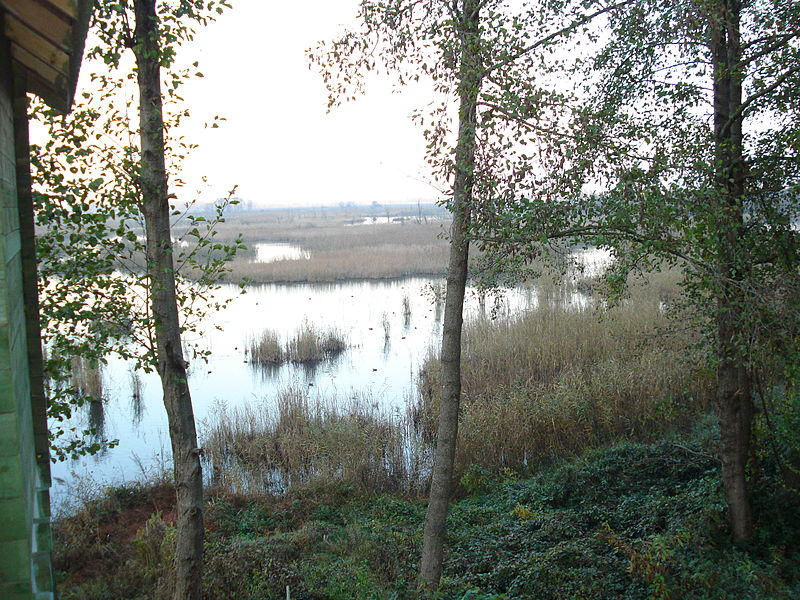
Efteni Gölü

Gölyaka ist eine Stadt und ein Landkreis der türkischen Provinz Düzce. Der Ort liegt etwa 15 Kilometer südwestlich der Provinzhauptstadt Düzce und beherbergt 50,1 Prozent der Landkreisbevölkerung.
Der Landkreis liegt im Südwesten der Provinz. Er grenzt im Norden an den Landkreis Gümüşova, im Osten an den zentralen Landkreis, im Süden an die Provinz Bolu und im Westen an die Provinz Sakarya. Von Gölyaka führt eine Straße nach Norden zur E-80, die außerhalb des Kreises verläuft. Die Stadt selbst liegt in der Ebene Düzce Ovası, südlich davon liegt ein Teil des Bergzugs Elmacık Dağı. Im Nordosten berührt der Fluss Melen Çayı den Landkreis, der ins Schwarze Meer fließt. Im Osten liegt auf der Grenze der stark versumpfte See Efteni Gölü.
Der Landkreis wurde 1987 mit dem Gesetz 3392 gegründet und umfasst neben dem Verwaltungszentrum (Merkez) noch 21 Dörfer, von denen lediglich eines (Hacıyakup mit 1615) über 1000 Einwohner hat. Durchschnittlich wird jedes dieser Dörfer von 485 Menschen bewohnt.
Ende 2020 lag Gölyaka mit 20.408 Einwohnern auf dem 4. Platz der bevölkerungsreichsten Landkreise in der Provinz Düzce. Die Bevölkerungsdichte liegt mit 90 Einwohnern je Quadratkilometer über dem Provinzdurchschnitt (159 Einwohner je km²). 